# Liste von Museen im Wetteraukreis
Die Liste von Museen im Wetteraukreis listet Museen im Wetteraukreis. Sie kann unvollständig sein.

## Liste
| Ort                  | Ortsteil                                         | Museum                                  | Anmerkungen | Bild |
| -------------------- | ------------------------------------------------ | --------------------------------------- | --- | --- |
| Bad Nauheim          | Nieder-Mörlen 50° 22′ 38″ N, 8° 44′ 40″ O        | Bernsteinmuseum                         | Bernsteinmuseum | Bild gesucht Die Wikipedia wünscht sich an dieser Stelle ein Bild vom Ort mit diesen Koordinaten 50.377318 8.744449 . Motiv: Bernsteinmuseum Falls du dabei helfen möchtest, erklärt die Anleitung , wie das geht. BW               |
| Bad Nauheim          | Bad Nauheim                                      | Galerie in der Trinkkuranlage           | Kunstgalerie des Kunstvereins Bad Nauheim in der Altstadt von Bad Nauheim                                                  | |
| Bad Nauheim          | Steinfurth 50° 24′ 1″ N, 8° 44′ 49″ O            | Rosenmuseum                             | [ 3 ] | weitere Bilder |
| Bad Nauheim          | Bad Nauheim 50° 21′ 48″ N, 8° 44′ 39″ O          | Keltenpavillion beim Gradierwerk I      | [ 4 ] | |
| Bad Nauheim          | Bad Nauheim 50° 22′ 3″ N, 8° 44′ 37″ O           | Jugendstilforum                         | Museum für Kunstobjekte des Jugendstils und angrenzender Stilepochen im Badehaus 3 des Sprudelhofs                         | |
| Bad Vilbel           | Bad Vilbel 50° 11′ 1″ N, 8° 44′ 40″ O            | Brunnen- und Bädermuseum                | Das Brunnen- und Bädermuseum befindet sich in einem denkmalgeschützten Gebäude mit Adresse Marktplatz 2 neben dem Rathaus. | weitere Bilder |
| Bad Vilbel           | Bad Vilbel 50° 11′ 28″ N, 8° 44′ 42″ O           | Hassia Quellenmuseum                    | [ 7 ] | Bild gesucht Die Wikipedia wünscht sich an dieser Stelle ein Bild vom Ort mit diesen Koordinaten 50.191133 8.745112 . Motiv: Hassia Quellenmuseum Falls du dabei helfen möchtest, erklärt die Anleitung , wie das geht. BW          |
| Bad Vilbel           | Massenheim 50° 11′ 24″ N, 8° 43′ 17″ O           | Heimatmuseum Massenheim                 | Das Heimatmuseum Massenheim befindet sich im denkmalgeschützten Alten Rathaus.                                             | |
| Bad Vilbel           | Bad Vilbel 50° 11′ 28″ N, 8° 44′ 42″ O           | Lebendiges Römer-Mosaik                 | [ 10 ] | |
| Büdingen             |                                                  | Galerie Bilderbogen                     | Bilderausstellung der Künstlerin Anna-Beata Mirsching                                                                      | |
| Büdingen             | Büdingen 50° 11′ 28″ N, 9° 7′ 0″ O               | Heuson-Museum                           | Das Heuson-Museum befindet sich im denkmalgeschützten Rathaus.                                                             | weitere Bilder |
| Büdingen             | Büdingen 50° 17′ 28″ N, 9° 7′ 0″ O               | Metzgermuseum                           | Das Metzgermuseum befindet sich im denkmalgeschützten Schlaghaus.                                                          | weitere Bilder |
| Büdingen             | Büdingen 50° 17′ 31″ N, 8° 44′ 42″ O             | Modellbaumuseum                         | Das Modellbaumuseum befindet sich im denkmalgeschützten Oberhof.                                                           | weitere Bilder |
| Büdingen             | Büdingen 50° 17′ 33″ N, 9° 6′ 53″ O              | Sandrosen-Museum                        | Das Sandrosen-Museum befindet sich im denkmalgeschützten Untertor.                                                         | weitere Bilder |
| Büdingen             | Büdingen 50° 17′ 33″ N, 9° 7′ 10″ O              | Schlossmuseum                           | Das Schlossmuseum befindet sich im denkmalgeschützten Schloss Büdingen.                                                    | weitere Bilder |
| Büdingen             | Büdingen 50° 11′ 28″ N, 8° 44′ 42″ O             | 50er-Jahre Museum                       | Das 50er-Jahre Museum befindet sich im denkmalgeschützten ehemaligen Gasthaus Zum Schwan.                                  | |
| Butzbach             | Butzbach 50° 25′ 59″ N, 8° 40′ 25″ O             | Museum der Stadt Butzbach               | Stadthistorisches Museum                                                                                                   | weitere Bilder |
| Echzell              | Echzell 50° 23′ 27″ N, 8° 53′ 7″ O               | Museum Echzell                          | Das Museum Echzell befindet sich im denkmalgeschützten Adelshof Lindenstraße 3.                                            | weitere Bilder |
| Florstadt            | Nieder-Florstadt 50° 19′ 4″ N, 8° 51′ 43″ O      | Saalbaumuseum                           | Das Saalbaumuseum befindet sich in der Altenstädterstraße 18                                                               | Bild gesucht Die Wikipedia wünscht sich an dieser Stelle ein Bild vom Ort mit diesen Koordinaten 50.317812 8.862072 . Motiv: Saalbaumuseum Falls du dabei helfen möchtest, erklärt die Anleitung , wie das geht. BW                 |
| Friedberg            | Dorheim                                          | Puppenmuseum                            | | |
| Friedberg            | Friedberg 50° 23′ 27″ N, 8° 53′ 7″ O             | Wetterau-Museum                         | Kulturgeschichtliches Museum                                                                                               | weitere Bilder |
| Gedern               | Gedern 50° 25′ 23″ N, 9° 12′ 13″ O               | Infozentrum Alte Schmiede               | Das Infozentrum Alte Schmiede befindet sich im denkmalgeschützten Torbogenhaus im Schloss.                                 | weitere Bilder |
| Gedern               | Gedern 50° 25′ 23″ N, 9° 12′ 13″ O               | Kulturhistorisches Museum               | Das Kulturhistorisches Museum befindet sich im denkmalgeschützten Schloss.                                                 | weitere Bilder |
| Glauburg             | Glauburg 50° 18′ 52″ N, 8° 59′ 58″ O             | Glauburg-Museum                         | Das Glauburg-Museum befindet sich in der Alten Schule (Hauptstraße 17A)                                                    | Bild gesucht Die Wikipedia wünscht sich an dieser Stelle ein Bild vom Ort mit diesen Koordinaten 50.314520855265 8.9994332322241 . Motiv: Glauburg-Museum Falls du dabei helfen möchtest, erklärt die Anleitung , wie das geht. BW  |
| Glauburg             | Glauburg 50° 18′ 23″ N, 9° 0′ 26″ O              | Keltenwelt am Glauberg                  | [ 31 ] | weitere Bilder |
| Glauburg             | Stockheim 50° 19′ 38″ N, 9° 0′ 37″ O             | Modellbahnhof Stockheim                 | [ 32 ] | weitere Bilder |
| Hirzenhain           | Hirzenhain 50° 23′ 36″ N, 9° 8′ 10″ O            | Kunstgussmuseum                         | [ 33 ] | Bild gesucht Die Wikipedia wünscht sich an dieser Stelle ein Bild vom Ort mit diesen Koordinaten 50.393418 9.136036 . Motiv: Kunstgussmuseum Falls du dabei helfen möchtest, erklärt die Anleitung , wie das geht. BW               |
| Karben               | Karben 50° 14′ 18″ N, 8° 46′ 12″ O               | Landwirtschafts- und Heimatmuseum       | Das Landwirtschafts- und Heimatmuseum ist im Degenfeldsches Schloss untergebracht.                                         | |
| Kefenrod             | Bindsachsen                                      | naturkundliche NaBu-Ausstellung         | [ 35 ] | |
| Münzenberg           |                                                  | Heimatmuseum                            | | |
| Nidda                | Nidda 50° 24′ 46″ N, 9° 0′ 29″ O                 | Feuerwehrmuseum                         | Das Feuerwehrmuseum befindet sich im denkmalgeschützten Spritzenhaus.                                                      | weitere Bilder |
| Nidda                | Nidda                                            | Heimatmuseum 50° 24′ 45″ N, 9° 0′ 31″ O | Das Heimatmuseum befindet sich im denkmalgeschützten ehemaligen Stadtwirtshaus „Zum Goldenen Stern“.                       | |
| Nidda                | Nidda                                            | Jüdisches Museum                        | | |
| Ortenberg            | Selters 50° 20′ 27″ N, 9° 2′ 11″ O               | Fossmineum                              | [ 40 ] | Bild gesucht Die Wikipedia wünscht sich an dieser Stelle ein Bild vom Ort mit diesen Koordinaten 50.340875 9.036263 . Motiv: Fossmineum Falls du dabei helfen möchtest, erklärt die Anleitung , wie das geht. BW                    |
| Ortenberg            | Selters                                          | Kloster Konradsdorf                     | | |
| Ortenberg            | Lißberg 50° 22′ 29″ N, 9° 5′ 5″ O                | Musikinstrumentenmuseum Lißberg         | | Bild gesucht Die Wikipedia wünscht sich an dieser Stelle ein Bild vom Ort mit diesen Koordinaten 50.37484 9.08464 . Motiv: Musikinstrumentenmuseum Lißberg Falls du dabei helfen möchtest, erklärt die Anleitung , wie das geht. BW |
| Ranstadt             | Ober-Mockstadt 50° 20′ 47″ N, 8° 57′ 55″ O       | Mühlenmodellausstellung                 | [ 41 ] | Bild gesucht Die Wikipedia wünscht sich an dieser Stelle ein Bild vom Ort mit diesen Koordinaten 50.346436 8.96531 . Motiv: Mühlenmodellausstellung Falls du dabei helfen möchtest, erklärt die Anleitung , wie das geht. BW        |
| Rosbach vor der Höhe | Rosbach vor der Höhe 50° 18′ 15″ N, 8° 41′ 24″ O | Heimatmuseum im Wehrturm                | [ 42 ] | |
| Wölfersheim          | Wölfersheim 50° 23′ 54″ N, 8° 48′ 59″ O          | Energiemuseum                           | Energiemuseum im Umspannwerk des ehem. Braunkohlekraftwerkes Wölfersheim                                                   | |

## Ehemalige Museen
| Ort   | Ortsteil                        | Museum                                  | Anmerkungen      | Bild |
| ----- | ------------------------------- | --------------------------------------- | ---------------- | --- |
| Nidda | Ulfa 50° 27′ 40″ N, 9° 0′ 31″ O | Oberhessisches Weihnachtskrippen-Museum | 2003 geschlossen | Bild gesucht Die Wikipedia wünscht sich an dieser Stelle ein Bild vom Ort mit diesen Koordinaten 50.461199 9.008556 . Motiv: Ehemaliges Oberhessisches Weihnachtskrippen-Museum Falls du dabei helfen möchtest, erklärt die Anleitung , wie das geht. BW |